# Coptocephala chalybaea
Coptocephala chalybaea – gatunek chrząszcza z rodziny stonkowatych i podrodziny zmróżek. Zamieszkuje Europę i zachodnią część Azji.

## Taksonomia
Gatunek ten opisany został po raz pierwszy w 1724 roku przez Ernsta Friedricha Germara pod nazwą Clythra chalybaea. Wyróżnia się w jego obrębie dwa podgatunki:
- Coptocephala chalybaea apicalis (Lacordaire, 1848)
- Coptocephala chalybaea chalybaea (Germar, 1824)

## Morfologia
Chrząszcz o walcowatym ciele długości od 3 do 4 mm. Ubarwienie wierzchu ciała ma metalicznie czarne, u C. ch. apicalis z czerwoną plamką na szczycie pokryw. Głowa u samca jest niemal czworokątna i bardzo szeroka, u samic znacznie mniejsza.

## Ekologia i występowanie
Owad ten zasiedla ciepłe stoki, skraje lasów i pobrzeża zarośli. Aktywne osobniki dorosłe obserwuje się w maju i czerwcu, na janowcach i szczawiach.
Gatunek palearktyczny, głównie europejski. Podgatunek nominatywny znany jest z Portugalii, Hiszpanii, Austrii, Włoch, Czech, Węgier, Ukrainy, Rumunii, Bułgarii, Słowenii, Chorwacji, Serbii, Czarnogóry, Grecji, południa europejskiej części Rosji, Gruzji i Kazachstanu. Na „Czerwonej liście gatunków zagrożonych Republiki Czeskiej” umieszczony został jako gatunek krytycznie zagrożony wymarciem (CR). Z Polski podany został błędnie w XIX wieku. C. ch. apicalis wykazywany jest z Ukrainy, południa europejskiej części Rosji i Kazachstanu.